# Parafia św. Tekli w Pławnej
Parafia św. Tekli w Pławnej – parafia rzymskokatolicka w dekanacie lwóweckim w diecezji legnickiej. Obsługiwana przez księży michalitów (CSMA). Proboszczem parafii jest ks. Stanisław Partyka CSMA. Erygowana 1 stycznia 1318. Kościół parafialny mieści się pod numerem 89.